# Apostolos Christou
Apostolos Chrīstou (in greco Απόστολος Χρήστου?; Atene, 1º novembre 1996) è un nuotatore greco.

## Palmarès
- Giochi olimpici

Parigi 2024: argento nei 200m dorso.
- Mondiali

Doha 2024: bronzo nei 100m dorso.
- Europei

Londra 2016: bronzo nei 100m dorso.
Glasgow 2018: bronzo nei 100m dorso.
Budapest 2020: bronzo nei 100m dorso.
Roma 2022: oro nei 50m dorso, argento nei 100m dorso.
Belgrado 2024: oro nei 50m dorso e nei 100m dorso, bronzo nella 4x100m sl.
- Europei in vasca corta

Kazan 2021: bronzo nei 100m dorso.
Otopeni 2023: bronzo nella 4x50m sl.
- Giochi del Mediterraneo

Tarragona 2018: oro nei 100 dorso e nella 4x100 m misti, argento nella 4x100m sl, bronzo nei 50m dorso e nei 200m dorso.
- Olimpiadi giovanili

Nanjing 2014: argento nei 50m dorso.
- Mondiali giovanili

Dubai 2013: oro nei 100m dorso.
- Europei giovanili

Poznan 2013: bronzo nei 50m dorso.
Dordrecht 2014: oro nei 100m dorso, argento nei 50m dorso e nei 200m dorso.

## International Swimming League
| Stagione 2019   | stagione 2020 | Stagione 2021 |
| --------------- | ------------- | ------------- |
| Aqua Centurions | LA Current    | LA Current    |